# Университарио (футбольный клуб, Ла-Пас)
«Университа́рио» (исп. Club Universitario de La Paz) — боливийский футбольный клуб из фактической столицы страны Ла-Паса. В настоящий момент выступает в региональной лиге Ла-Паса.

## История
Клуб «Университарио» был основан 22 или 23 сентября 1922 года. До Чакской войны «Университарио» был одним из сильнейших клубов Лиги Ла-Паса. Команда в 1929 году стала чемпионом Лиги, а до того четырежды занимала второе место. В 1931 году именно «Университарио» вместе со «Стронгестом» открыли матчем друг с другом главный стадион Боливии «Эрнандо Силес», «Университарио» уступил со счётом 1:4.
В 1930 году на первом чемпионате мира под эгидой ФИФА в Уругвае в составе сборной Боливии выступали двое игроков «Университарио» — защитник Луис Рейес Пеньяранда (на поле не выходил) и нападающий Рафаэль Мендес.
С 1958 года в Боливии стали проводить общенациональные футбольные чемпионаты, которые с 1960 года стали называться Кубком Симона Боливара. В 1964 году из-за «Университарио» единственный раз в истории из Высшего дивизиона вылетел впоследствии самый титулованный клуб Боливии «Боливар». Эти две команды вели борьбу за выживание в элитном дивизионе, и верх в этом противостоянии одержали «Пандские ягуары». В очной встрече «Университарио» одержал верх со счётом 2:1, победный гол забил Иполито Монтенегро.
В 1969 году «Университарио» стал чемпионом Боливии. В следующем году команда приняла участие в розыгрыше Кубка Либертадорес. Вместе с «Боливаром» Университарио попал в группу к аргентинским грандам — «Боке Хуниорс» и «Ривер Плейту», которые и заняли первые два места. Университарио удалось набрать два очка за счёт домашних ничьих с «Боливаром» (2:2) и «Бокой» (0:0). Остальные матчи «студенты» проиграли, причём в Аргентине это были разгромные поражения — 0:4 от «Боки» и 0:9 от «Ривера». Тренировал команду на рубеже 1960-х и 1970-х годов Просперо Бенитес, а среди игроков выделялись Грисельдо Кобо, Рауль Альварес, Гери Агреда, Эулохио Варгас и Оскар Матосса.
В 1971 году клуб вступил в институциональный кризис и вылетел из элиты; у него стали меняться владельцы. С 1979 года главным владельцем команды является Главный университет Сан-Андреса (Universidad Mayor de San Andrés; UMSA) (Ла-Пас). Сама команда никогда не участвовала в чемпионатах Профессиональной лиги Боливии, учреждённой в 1977 году. В настоящий момент «Университарио» выступает только на уровне чемпионата Ла-Паса.

## Достижения
- Чемпион Боливии (1): 1969
- Чемпион Лиги Ла-Паса (1): 1929
- Вице-чемпион Лиги Ла-Паса (4): 1922, 1923, 1924, 1925
- Участник Кубка Либертадорес (1): 1970